# 井上元通
井上 元通（いのうえ もとみち）は、安土桃山時代から江戸時代前期にかけての武士。毛利氏家臣で長州藩士。知行は100石。父は井上元方。

## 生涯
毛利氏家臣である井上元方の子として生まれる。
慶長5年（1600年）4月23日、毛利輝元が福原広俊に宛てた書状において、父・元方の家督と所領については元通が相続することを認めるが、元通が幼少の間は代役が公役を勤めるようにと述べているため、この頃に父が死去し家督を相続したとされる。
慶長9年（1604年）6月20日、毛利輝元の加冠状を受けて元服し、「元」の偏諱を与えられる。また、慶長17年（1612年）2月1日には毛利秀就から「彦右衛門尉」の官途名を与えられた。
寛永19年（1642年）12月21日に死去。元通の家督と100石の知行地は、寛永20年（1643年）3月27日に元通の嫡男である就勝が相続することを秀就から認められた。
なお、子孫には明治の元勲である井上馨がいる。